# Carlos Tasso de Saxe-Cobourg-Gotha
Titre
Chef de la maison de Saxe-Cobourg-Bragance
Depuis le 24 janvier 1990
(35 ans, 1 mois et 18 jours)
Carlos Tasso ou Carl Taxis (de son nom complet Lamoral Carlos Eduardo Omodeo Augusto Leopoldo Anton José Maria Tasso de Saxe-Coburgo e Bragança), né le 16 juillet 1931 à Gmunden, est chef de la « maison » de Saxe-Cobourg-Bragance depuis 1990. Il est l'arrière-arrière-petit-fils de Pierre II et l'arrière-petit-fils de Léopoldine du Brésil et d'Auguste de Saxe-Cobourg-Kohary. 
Il représente une branche (car n'est pas à proprement parler une « maison ») de la maison de Bragance ayant régné sur le Brésil, à la suite du décès en 1990 de sa mère, Teresa de Saxe-Cobourg-Bragance (née Theresa de Saxe-Cobourg-Gotha), ultime petit-enfant de nationalité brésilienne de la princesse Léopoldine du Brésil (de Bragance), fille cadette de l'empereur Pierre II du Brésil et de l'impératrice, née Thérèse-Christine de Bourbon-Siciles.

## Biographie
Né en Autriche, enregistré comme Brésilien au consulat du Brésil à Vienne, Carlos Tasso (Carl Taxis-Bordogna-Valnigra) est le fils aîné de la princesse Theresa de Saxe-Cobourg-Gotha (1902-1990), la troisième fille d'Auguste Léopold, et du baron Lamoral Taxis de Bordogna et Valnigra (1900-1966). Il a deux sœurs, Alice et Maria Cristina, et un jeune frère, Filipe, qui a servi comme lieutenant dans la marine brésilienne. La maison de Taxis, d'ancienne noblesse, était responsable de la poste du Saint-Empire romain germanique, maison à laquelle appartenait également le poète Torquato Tasso.
Le 15 décembre 1956, il épousa Denise Pais de Almeida (née en 1936) de São Paulo, avec qui il n'eut pas d'enfants. Le 17 janvier 1969, Carlos Tasso épouse Walburga d'Autriche-Toscane, princesse de Toscane et archiduchesse d'Autriche, fille de l'archiduc Georges d'Autriche-Toscane et de la comtesse Maria Valeria de Waldburg-Zeil-Hohenems, et arrière-petite-fille du grand-duc Ferdinand IV de Toscane. Lui et sa seconde épouse ont eu huit enfants, qui possèdent également la nationalité brésilienne, portant tous le patronyme de Tasso de Saxe-Coburgo e Bragança.
Son dévouement à l'étude de l'histoire du Brésil a commencé alors qu'il était encore jeune. Il a effectué ses études en Autriche, en Italie et au Brésil, au traditionnel Colégio Santo Inácio et à l'université pontificale catholique de Rio de Janeiro, deux institutions situées dans la ville de Rio. Il a publié plusieurs ouvrages et jusqu'à aujourd'hui effectue des recherches historiques et économiques liées au Brésil. Depuis 1966, il est membre de l'Instituto Histórico e Geográfico do Rio Grande do Sul (IHGRGS), et est également impliqué dans d'autres entités culturelles. Il a également été président du Rotary International italien de 1992 à 1993.
Il était caféiculteur dans l'État brésilien du Paraná (activité qu'il ne pratique plus) et a travaillé à Francfort comme directeur de la brasserie allemande Henniger International et est, par ailleurs, propriétaire d'une entreprise agricole basée au château de Villalta, dans le Nord de l'Italie, héritage de ses ancêtres paternels.
Il est membre de l'Institut historique et géographique brésilien, membre correspondant du PEN Clube do Brasil, membre au Portugal de l'Académie portugaise d'histoire, membre de l'Académie royale espagnole d'histoire, membre de la IHG de Petrópolis, PA, RN, RS et SP.